# Краснянське
Красня́нське — село в Україні, у Берестинському районі Харківської області. Населення становить 188 осіб. Орган місцевого самоврядування — Красненська сільська рада.

## Географія
Село Краснянське знаходиться на лівому березі Багатеньки, правої притоки річки Багата. Вище за течією на відстані 4 км розташоване село Карабущине, нижче за течією на відстані 3 км розташоване село Максимівка. По селу протікає пересихаючий струмок з загатами.

## Історія
1920 — дата заснування.
22 червня 2023 року рішенням №230 Національної комісії зі стандартів державної мови віднесено до списку населених пунктів, які «можуть не відповідати лексичним нормам української мови», зокрема стосуватися «російської імперської чи колоніальної політики». Громаді рекомендовано обґрунтувати доцільність збереження поточної назви або запропонувати нову назву в установленому законодавством порядку.

## Економіка
- Молочно-товарна ферма, машинно-тракторні майстерні.

## Об'єкти соціальної сфери
- Клуб.